# Granville Hicks
Granville Hicks (9 de setembro de 1901 - 18 de junho de 1982) foi um marxista norte-americano e, mais tarde, romancista antimarxista, crítico literário, educador e editor.

## Ativismo político
Hicks foi um crítico literário marxista altamente influente na década de 1930, conhecido por seu envolvimento em várias causas célebres (incluindo sua renúncia bem divulgada do Partido Comunista dos EUA em 1939). Ele estabeleceu sua reputação como um importante crítico literário com a publicação de 1933 de The Great Tradition: An Interpretation of American Literature since the Civil War, uma história sistemática da literatura americana de uma perspectiva marxista.
Em 1932, ele votou na chapa do Partido Comunista e se juntou a quase todos os grupos de frente comunistas significativos na década de 1930. Em 1934, Hicks ingressou no próprio Partido Comunista e tornou-se editor de sua revista cultural, The New Masses.
Em 1935, Hicks foi demitido de seu cargo de professor no Rensselaer Polytechnic Institute, que ele alegou ter motivação política, embora os funcionários da escola negassem. Ele continuou a lecionar em várias instituições, mas dedicou cada vez mais seu tempo à escrita. Em 1936, Hicks foi convidado a co-escrever John Reed: The Making of a Revolutionary, uma biografia do jornalista radical John Reed. O secretário-geral do Partido Comunista, Earl Browder, pressionou Hicks para remover várias passagens que refletiam negativamente na União Soviética, mas no final, o livro foi elogiado por sua apresentação imparcial e imparcial.
Em 1939, em protesto contra o Pacto Molotov-Ribbentrop, Hicks renunciou ao Partido Comunista. Ele tentou organizar uma organização alternativa independente de esquerda, mas com pouco sucesso. Em 1940, ele havia renunciado inteiramente ao comunismo e se autodenominava um socialista democrático. No mesmo ano, ele escreveu um ensaio para The Nation, "The Blind Alley of Marxism". Na década de 1950, Hicks testemunhou perante o Comitê de Atividades Antiamericanas da Câmara duas vezes. Em um ensaio de 1951 no Commentary, ele explicou que o comunismo "não permite neutralidade. A liquidação de neutros é uma de suas especialidades". Seu objetivo é o "totalitarismo revolucionário brutal".

## Escritor e editor
O trabalho seminal de Hicks, Small Town, baseado em suas experiências em Grafton, Nova York, foi publicado em 1946. Por três anos (1955–58), ele ensinou redação de romances na New School for Social Research em Nova York. Foi professor visitante na New York University (1959), Syracuse University (1960) e Ohio University (1967–68). Ele foi o diretor da comunidade de artistas Yaddo a partir de 1942 e mais tarde atuou como seu diretor executivo interino. Por 35 anos (1930–65), ele foi o consultor literário da Macmillan Publishers.

### Não ficção
- Eight Ways of Looking at Christianity, Nova York: Macmillan, 1926.
- The Great Tradition: An Interpretation of American Literature since the Civil War, Nova York: Macmillan, 1933, revisado em 1933, edição revisada com um novo prefácio e posfácio, New York: Quadrangle, 1969.
- One of Us: The Story of John Reed, Nova York: Equinox Cooperative Press, 1935.
- (Editor, with others) Proletarian Literature in the United States, Nova York: International Publishers, 1935.
- (Com John Stuart) John Reed: The Making of a Revolutionary, Nova York: Macmillan, 1936; reimpresso, Nova York: Arno, 1968.
- I Like America, Nova York: Modern Age Books, 1938.
- Figures of Transition: A Study of British Literature at the End of the Nineteenth Century, Nova York: Macmillan, 1939; reimpresso, Westport, CT: Greenwood Press, 1969.
- Small Town, Nova York: Macmillan, 1946, reimpresso, Nova York: Fordham University Press, 2004.
- Where We Came Out, Nova York: Viking, 1954.
- Part of the Truth (autobiografia), Nova York: Harcourt, 1965.
- James Gould Cozzens, Minneapolis, MN: University of Minnesota Press, 1966.
- Literary Horizons: A Quarter Century of American Fiction, Nova York: Nova York University Press, 1970.
- Granville Hicks in the New Masses, Port Washington, NY: Kennikat, 1974.

### Ficção
- The First to Awaken, Nova York: Macmillan, 1940.
- Only One Storm, Nova York: Macmillan, 1942.
- Behold Trouble, Nova York: Macmillan, 1944.
- There was a Man in our Town, Nova York: Viking, 1952.

## Morte e legado
Hicks morreu em 18 de junho de 1982 em Franklin Park, Nova Jersey.